# Grande Valse op. 42 (Chopin)
La Grande Valse in La bemolle maggiore op. 42 è una composizione per pianoforte scritta da Fryderyk Chopin nel 1840.

## Storia
Oltre ai Notturni i Valzer furono le composizioni che resero celebre Chopin nei salotti di Parigi; i quattro valzer da lui composti, da quando era giunto in Francia, erano ormai molto noti e quando l'editore Pacini ne chiese uno nuovo al compositore, scrivendogli appositamente il 22 aprile 1840, il musicista gliene propose uno, appena terminato, in La bemolle maggiore. L'opera non fa parte di un ciclo come i tre del'op. 34 pubblicati due anni prima, ma è a sé stante e dal carattere particolare. Chopin consegnò la bozza del suo lavoro il 20 giugno e in soli dieci giorni il Valzer venne dato alle stampe con una velocità che è significativa proprio della grande popolarità che questi lavori avevano ormai ottenuto a Parigi. Pacini inizialmente lo pubblicò in un periodico (intitolato Cent et un Valtz) con la denominazione di Grande Valse Nouvelle.

## Analisi

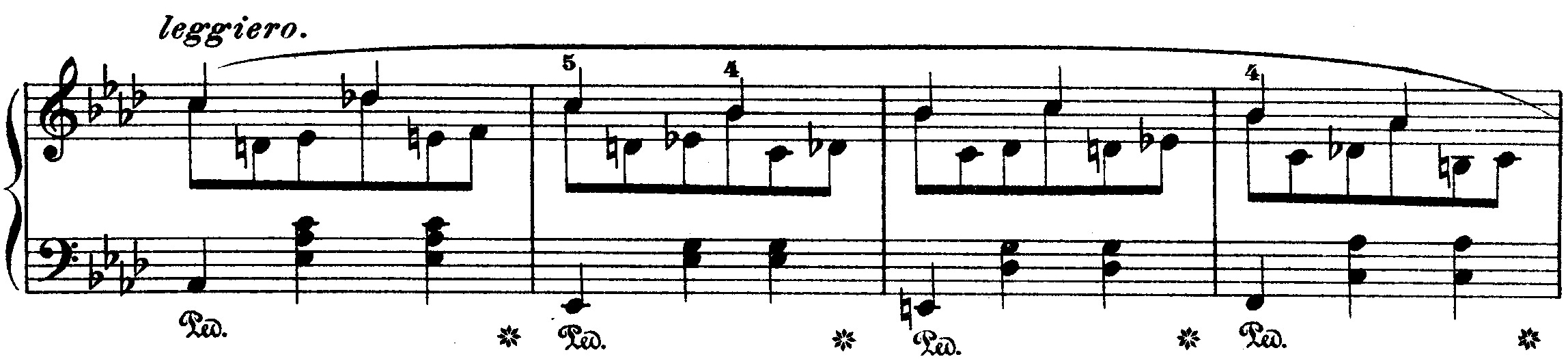
Primo tema del Valzer op. 42

La Grande Valse è un vero pezzo di bravura con diversi passaggi virtuosistici. Il brano inizia in modo non usuale con un lungo trillo di otto battute che attira subito l'attenzione dell'ascoltatore. L'incipit in Mi bemolle può ingannare sulla tonalità principale che è in La bemolle maggiore, comunque quasi sempre utilizzata per tutta la composizione.
Il valzer è strutturato in cinque temi che si susseguono realizzando un tutt'uno di grande coerenza; il secondo tema ha funzione di ritornello virtuosistico che si alterna agli altri più cantabili e melodici. Nella prima parte è insolitamente presente una polimetria costituita dalla parte bassa che si produce in un regolare ritmo ternario mentre la parte melodica presenta mutamenti di scansione ritmica passando dal ternario al binario e realizzando in tal modo una piacevole oscillazione di grande effetto. L'esecuzione, non facile, richiede una grande indipendenza delle due mani; quando Chopin eseguiva questa sua composizione la caratterizzava con un continuo movimento molto veloce tenendo con assoluta esattezza il tempo della parte bassa. La parte centrale del Valzer, con l'indicazione Sostenuto, appare come un momento di riflessione e assume quasi l'aspetto di un Notturno che ha la funzione di stemperare gli intensi momenti di virtuosismo del ritornello via via riproposto.
Robert Schumann amava molto questo Valzer e ne ammirava il carattere "aristocratico", tanto che scrisse: «se fosse suonato per la danza[...]almeno una metà delle danzatrici dovrebbero essere delle contesse»